# Garafía
Garafía és un municipi de l'illa de La Palma, a les illes Canàries. és composta dels nuclis de Santo Domingo, Las Tricias, Juan Adalid, Don Pedro, La Mata, San Antonio del Monte i Franceses. En el seu terme municipal hi ha el Roque de los Muchachos, punt més alt de l'illa amb 2.426 metres.

## Població
| Any  | Població | Densitat  |
| ---- | -------- | --------- |
| 1991 | 2.013    | -         |
| 1996 | 2.002    | -         |
| 2001 | 1.795    | 17.42/km² |
| 2002 | 2.002    | -         |
| 2003 | 1.998    | 19.38/km² |
| 2004 | 1.948    | 18.78/km² |
| 2005 | 1.924    | 18.68/km² |
| 2006 | 1.886    | 18.31/km² |
| 2007 | 1.849    | 17.95/km² |